# Se piangi, se ridi
Se piangi, se ridi – utwór włoskiego wokalisty Bobby'ego Solo, napisany przez Mogola i Satti Marchettiego, nagrany i wydany w 1965 roku na płycie Il secondo LP di Bobby Solo. W nagraniu piosenki towarzyszył artyście chór Coro Di Nora Orlandi, którego dyrygentką była Nora Orlandi.
Singiel wygrał 15. Festiwal Piosenki Włoskiej w San Remo w 1965 roku, po czym reprezentował Włochy podczas finału 10. Konkursu Piosenki Eurowizji w tym samym roku. Podczas koncertu finałowego, który odbył się 20 marca w Sala di Concerto della RAI w Neapolu, utwór został zaprezentowany jako trzynasty w kolejności i ostatecznie zdobył 15 punktów, plasując się na piątym miejscu finałowej klasyfikacji. Dyrygentem orkiestry podczas występu wokalisty był Gianni Ferrio. 
Na stronie B winylowego wydania singla znalazła się piosenka „Sarò un illuso”.